# Schisturella cocula
Schisturella cocula är en kräftdjursart som beskrevs av J. L. Barnard 1966. Schisturella cocula ingår i släktet Schisturella och familjen Uristidae. Inga underarter finns listade i Catalogue of Life.